# Garoto (empresa)
A Garoto é uma indústria brasileira do ramo alimentício, sediada na cidade de Vila Velha, estado do Espírito Santo. É uma das dez maiores fabricantes de chocolates do mundo, sendo a maior da América Latina. A empresa conta hoje com um portfólio de aproximadamente 70 produtos, e é a terceira marca mais vendida de chocolates no país.[carece de fontes?]
Dentre os produtos que fabrica estão: caixas de bombons, tabletes, ovos de Páscoa e chocolate para uso culinário como coberturas e pó solúvel, que podem ser encontrados em mais de 50 países. Seus maiores sucessos são a Caixa Amarela e os tabletes familiares com a marca Garoto; as variedades dos chocolates Baton e Talento, além do clássico bombom Serenata de Amor. Complementando seu portfolio, oferece versões em sorvetes e picolés de algumas das suas principais marcas, além de biscoitos recheados e a tradicional pastilha de hortelã.

## História

### 1929-2001: Antecedentes e lançamento da marca

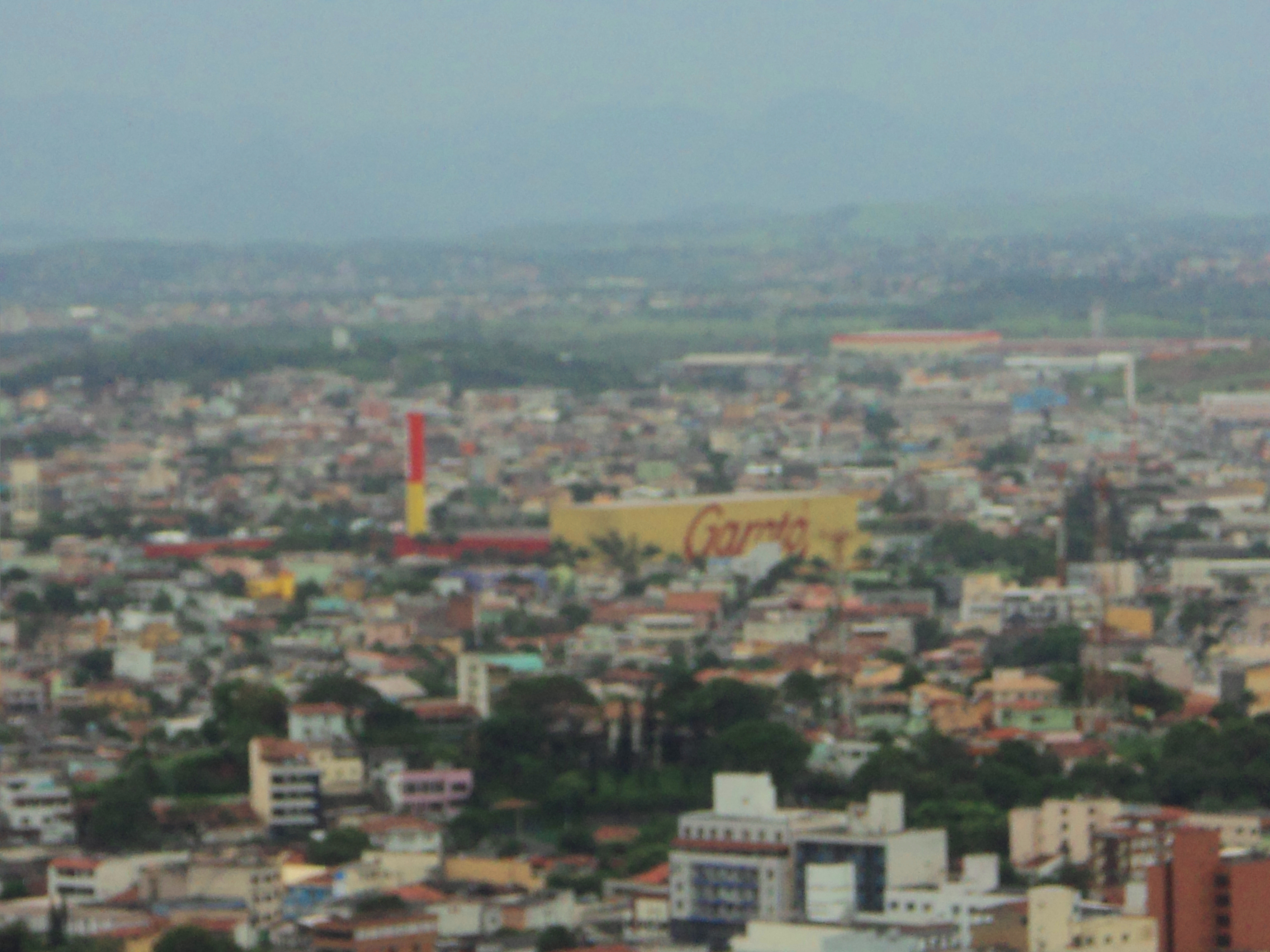
Vista da cidade de Vila Velha, com destaque para a fábrica de chocolates Garoto.

A empresa Chocolates Garoto foi fundada em 16 de agosto de 1929, pelo imigrante alemão Heinrich Meyerfreund, com o nome de fábrica de balas H. Meyerfreund & Cia., em um galpão localizado na Prainha, bairro localizado na cidade de Vila Velha, Espírito Santo. 
As primeiras balas eram vendidas por meninos, em tabuleiros, nos pontos de bonde de Vila Velha. Deste modo as balas passaram a ser conhecidas como Balas do Garoto. Em seguida iniciou-se a distribuição para casas comerciais, tanto da capital como das cidades do interior do estado.
Em 1934, Heinrich Meyerfreund recebeu uma herança de seus pais e comprou máquinas para a produção de chocolates. Dois anos depois, conseguiu financiamento para montar uma fábrica mais moderna no bairro da Glória, local onde até hoje está o parque industrial da Garoto. Com nova infraestrutura e produtos à base de chocolate, a empresa entrou numa fase de grande desenvolvimento, chegando a vender para além dos limites do Espírito Santo.
Em 1938 os negócios foram impulsionados pela entrada na sociedade de Günther Zennig, que além de capitalizar a empresa, permitindo novos investimentos na modernização da estrutura produtiva e comercial, trouxe uma nova visão empresarial à Garoto.
O ciclo inicial de prosperidade da H. Meyerfreund só foi interrompido na época da Segunda Guerra Mundial (1939-45). Por sua origem alemã, Heinrich foi detido no presídio de Maruípe e a fábrica passou a ser gerida por interventores federais. Terminado o conflito, a empresa novamente seguiu um ritmo de intenso crescimento.
Em 1962, a Meyerfreund sofreu a grande perda de Zennig, falecido em um acidente aéreo ao retornar de uma viagem de negócios. No mesmo ano, a Meyerfreund transformou-se em uma sociedade anônima de capital fechado e passou a ser Chocolates Garoto S/A.
Ainda na década de 1960, os filhos de Heinrich Meyerfreund – Helmut e Ferdinand – passaram a dividir responsabilidades com o pai. Em 1973, com o falecimento de Heinrich, Helmut Meyerfreund passou a ocupar a presidência da Garoto.
Durante os anos de 1970 e 1980, a Garoto ampliou e modernizou suas instalações industriais e seus processos produtivos, adotou novas políticas comerciais e marcou presença em todo o mercado nacional.
Essas iniciativas deram sustentação a um crescimento ainda mais acentuado da Garoto, na passagem para os anos de 1990. Investindo continuamente em tecnologia, nesse período foram lançados novos produtos e consolidada a estrutura comercial da Garoto. Em 1989, foi inaugurado um moderno Centro de Distribuição em São Paulo, para atender os estados de São Paulo, Minas Gerais e Mato Grosso do Sul. No mesmo ano, entrou em operação uma nova fábrica de pastilhas – a Fábrica 2. Em 1997, foi concluída a montagem do então mais moderno armazém vertical do país, junto à Fábrica 2 – o Centro de Distribuição do Espírito Santo.
No final da década, quando a Garoto completava 70 anos, em uma explicita crise de disputa pelo poder entre os diferentes sócios, que culminou com o afastamento de Helmut Meyerfreund. Klaus Günter Zenning ocupou a presidência por menos de 60 dias, sendo sucedido por Ricardo Mayerfreund, por sua vez substituído por Paulo Meyerfreund, membro da terceira geração.

### 2002-presente: Crise interna e venda para a Nestlé
No início de 2002, a empresa anunciou a venda para a multinacional suíça Nestlé. O processo de aquisição perdura há mais de vinte anos, até o Conselho Administrativo de Defesa Econômica (CADE) em 2016 elaborar algumas orientações para aceitar o negócio, por acreditar-se tratar de intensiva concentração de mercado e por isso colocar em risco a livre concorrência. Para a venda ser concretizada, a empresa terá de se desfazer de algumas marcas, sendo atraída por empresas como a Mondelēz International, interessada no negócio. Em junho de 2023, o CADE aprovou com restrições a compra da marca pela Nestlé.
Em 2008, a Chocolates Garoto bateu o recorde de toneladas faturadas da América Latina, alcançando um total de 102.407 (cento e duas mil e quatrocentas e sete).
Em 2011, a Garoto entrou no mercado de biscoitos com suas marcas principais, Garoto, Talento, Serenata de Amor e Baton.
Dentre suas atividades de comunicação destaca-se as Dez Milhas Garoto. É a mais tradicional e importante corrida do Espírito Santo entre os corredores profissionais e amadores.
Em 16 de janeiro de 2013, a empresa fechou patrocínio de 200 milhões de reais com a FIFA e a CBF para ser o chocolate oficial da Copa das Confederações de 2013 e da Copa do Mundo de 2014 no Brasil.
Para a Copa do Mundo de 2014, a empresa desenvolveu em co-criação com seus consumidores a música da torcida Garoto, que foi gravada posteriormente por Michel Teló e Claudia Leitte e o chocolate da Copa, cujo sabor e embalagem foram escolhidos por mais de 200 mil pessoas em sua página no Facebook. A página da Garoto foi uma das que mais cresceram junto com seu patrocínio a Copa do Mundo, atingindo mais de 9,5 milhões de fãs no início de dezembro de 2013.
Os produtos da Chocolates Garoto são comercializados em diversos países da América do Sul e também nos EUA.[carece de fontes?]

## Marcas
A empresa possui diversas marcas usadas em chocolates e sorvetes entre elas estão:
- Garoto, usada para chocolate e pastilhas de hortelã;
- Talento, usada para chocolate e sorvetes;
- Crocante, usada para chocolate;
- Baton, usada para chocolate e sorvete;
- Serenata de Amor, usada para chocolate, sorvete e confeitos;
- Paçoca, usada para chocolate;
- Surreal, usada para chocolate;
- Caribe, usada para chocolate;
- Opereta, usada para chocolate e sorvetes;
- It Coco, usada para chocolate;
- Aero, usada para chocolate (Aero é uma marca mundial da Nestlé para chocolate aerado mas que no Brasil foi lançada pela Garoto, em 2014).[12]

### Bombons
- Alô Doçura
- Ameixa
- Amendoim
- Amores
- Baton
- Caribe
- Choco Melo
- Clássico
- Cookie
- Crocante
- Crock
- Eclipse
- Figo
- Gardenia
- Garoto Ao Leite
- Garoto Meio Amargo
- Gianduia
- Goiabada
- Golf
- Grid
- It Coco
- Ivory
- Jazz
- Laranja
- Luar
- Mania
- Milk & Mel
- Monica
- Moon
- Mundy
- Nougat
- Opereta
- Paçoca
- Pão de Mel
- Passas
- Rex
- Rum
- Serenata de Amor
- Sunny
- Surreal
- Talento
- Torrone
- Triplo Choc
- Vitória

## Maquiagem de produtos
A Chocolates Garoto vem praticando de forma contínua a chamada maquiagem de produtos, que é a redução do volume de suas mercadorias. Como exemplo temos o chocolate em barra, que foi perdendo volume de forma paulatina, passando dos 200 gramas originais para até 90 gramas (-55%). A tradicional caixa de bombons passou de 500 gramas para 250 gramas (-50%).
Boa parte da linha de produtos passa pelo processo. Apesar de tratar-se de uma medida de certa forma polêmica, seja do ponto de vista do consumidor, seja referente ao meio ambiente (pelo uso de mais embalagens), as alterações são previstas em lei e feitas em conformidade com o Código de Defesa do Consumidor (CDC), que exige a informação da redução na embalagem de "forma clara, precisa, ostensiva e em língua portuguesa", além da quantidade anterior, quantidade atual e valores absolutos e percentuais que foram suprimidos.

## Prêmios e Destaques

### 2012
- Marcas de Valor
A Chocolates Garoto foi reconhecida como a marca com mais valor para o capixaba, ficando em primeiro lugar em todos os quesitos e sagrando-se campeã geral e campeã no segmento Alimentos e Bebidas. Pesquisa realizada pelo jornal A Gazeta em parceria com o Instituto Futura.
- 50 Melhores Empresas Psicologicamente Saudáveis (EPS)
A Chocolates Garoto foi incluída no grupo das 50 Melhores Empresas Psicologicamente Saudáveis (EPS) e das 150 Melhores Empresas em Práticas de Gestão de Pessoas, segundo a Revista Gestão RH.
- Prêmio Marcas Ícones
Em 2014, pelo terceiro ano consecutivo, a Chocolates Garoto foi a marca mais lembrada no segmento Chocolate. Pesquisa realizada pelo IBOPE e Rede Vitória.
- Prêmio na 7ª Edição do "RHs mais admirados do Brasil"
Realizado pela Revista Gestão RH, uma conceituada publicação de circulação nacional.
- Recall de Marcas
Neste ano, a Chocolates Garoto conquistou o primeiro lugar na categoria Chocolate. Pesquisa realizada pelo jornal A Gazeta em parceria com o Instituto Futura.
- Prêmio 'Melhores do Agronegócio'
Na categoria Indústria de Doces e Salgados, realizado pela Revista Globo Rural 8ª edição.

### 2013
- Prêmio Marcas Ícones
Pesquisa realizada pelo IBOPE e Rede Vitória - 1º lugar na pesquisa na categoria Chocolate.
- Prêmio Marcas de Valor
A Chocolates Garoto foi a grande vencedora da 4ª edição da pesquisa Marcas de Valor, realizada pelo jornal A Gazeta em parceria com o Instituto Futura.
- Prêmio ABRE (Associação Brasileira de Embalagem) 2013
As Latas Talento da Garoto ganharam o prêmio ABRE 2013. Elege as embalagens que mais se destacaram no país.
- Prêmio Época ReclameAQUI
A Chocolates Garoto foi eleita a melhor como excelência de atendimento prestado no site de reclamações ReclameAQUI pelo Prêmio Época/ReclameAQUI – As Melhores Empresas para o Consumidor 2013.
- Socially Devoted do SocialBakers
Prêmio oferecido às marcas Garoto e Serenata de Amor pela atuação nas redes sociais.

### 2014
- Marcas de Valor
1ª colocação na categoria Alimentos e Bebidas. Pesquisa realizada pelo jornal A Gazeta em parceria com o Instituto Futura.
- Prêmio Marcas Ícones
Pesquisa realizada pelo IBOPE e Rede Vitória. Nas categorias 'Tops dos Tops' e 'Alimentação', a Garoto é a marca mais lembrada.
- Recall de Marcas
1º lugar na categoria Chocolate. Pesquisa realizada pelo jornal A Gazeta em parceria com o Instituto Futura.
- Prêmio 200 Maiores
Garoto na lista das 200 maiores empresas do Estado da Revista da Findes (Federação das Indústrias do Estado do Espírito Santo).